# Parliament Heath
Parliament Heath är en by (hamlet) i Groton civil parish, Babergh, Suffolk, sydöstra England, nära Groton ort. Den har 4 kulturmärkta byggnader, inklusive Daisygreen Cottages, Lodge Cottage, Malting Farmhouse och Primrose Cottage.